# Heinrich Körner (Medailleur)
Heinrich Körner (* 6. April 1908 in Esslingen am Neckar; † 4. Juli 1993 ebenda) war ein deutscher Bildhauer und Medailleur.

## Leben
In der künstlerischen Arbeit des Bildhauers Heinrich Körner stand von Beginn an das Handwerkliche im Vordergrund. Weitgehend Autodidakt, waren seine Vorbilder frühgriechische anonyme Künstler oder mittelalterliche Meister. Ab 1922 Lehre als Graveur-Ziseleur, 1927–1929 lernte Körner auf der Kunstgewerbeschule in Stuttgart den Umgang mit den verschiedenen Materialien vom Gold bis zum Naturstein. In den dreißiger Jahren schuf Körner Tierplastiken, beeinflusst durch eine Ausbildung bei dem Stuttgarter Bildhauer Pauschinger.
Der Zweite Weltkrieg, aus dem er verwundet zurückkehrte, unterbrach die künstlerische Laufbahn. Nach dem Krieg Reliefarbeiten für öffentliche Bauten und die Industrie sowie Gestaltung von Großplastiken, Grabmälern und Gedenkstätten.
Großen Erfolg hatte Körner in den letzten Jahrzehnten seines Lebens als Medailleur. Er entwarf die 5-DM-Gedenkmünzen für Theodor Fontane (1969, geprägt in 625er Silber) und 600 Jahre Universität Heidelberg (1986, geprägt in Kupfer-Nickel), sowie zahlreiche weitere Münzen und Medaillen.
Die Arbeiten Körners wurden in mehreren europäischen Großstädten ausgestellt, außerdem im amerikanischen Colorado Springs.